# 丹东港
丹东港隶属中国辽宁省丹东市及其代管的东港市，位于黄海北部，辽东半岛东北部，鸭绿江入海口西岸，向南邻接大连市，向东与朝鲜半岛隔江相望，距朝鲜南浦港119海里，距韩国仁川港232海里，距日本神户港844海里，是中国大陆与朝鲜半岛及日本列岛距离较近的港口之一，是中国海岸线最北端的国际贸易商港。
丹东港为天然不冻港，由大东港区、浪头港区和海洋红港区三个港区组成，其中大东港区与海洋红港区为海港、浪头港区为河港。丹东港已于日本、韩国、美国、巴西、印度等100多个港口建立了航运关系，现有生产性泊位42个，拥有粮食、矿石、煤炭、集装箱、木材等专用泊位，年综合吞吐能力为2亿吨。

## 历史
丹东港开埠于1907年，曾经为东北地区木材集散地和重要通商口岸。1950年至1954年曾因为朝鲜战争而一度封港。
1988年大东港区建成，丹东港从单一河港发展成为河港与海港并存的国际化港口。21世纪以来，丹东港所在区域成为环渤海经济圈以及辽宁沿海经济带的一部分。2012年，贯穿中国东北东部13座城市的东北东部铁路通道的开通，使黑龙江、吉林二省东部地区成为丹东港的腹地，2013年丹东港的吞吐量超过了1亿吨。